# Градинска дървесна боа
Градинските дървесни бои (Corallus cookii) са вид влечуги от семейство Боидни (Boidae).
Разпространени са на островите Сейнт Винсент и Гренадини.
Таксонът е описан за пръв път от британския зоолог и филателист Джон Едуард Грей през 1842 година.